# Perdita obscurata
Perdita obscurata är en biart som beskrevs av Cresson 1878. Perdita obscurata ingår i släktet Perdita och familjen grävbin. Inga underarter finns listade i Catalogue of Life.